# Intercités Grand bassin parisien est
Intercités Grand bassin parisien est est l'une des cinq directions du réseau de transport ferroviaire Intercités, exploité par la SNCF depuis 2006, reliant entre elles les principales villes de l'est du bassin parisien et les reliant à Paris.

## Réseau
Le réseau Intercités Grand bassin parisien est se compose d'une ligne reliant Paris à la province :
- Paris-Est - Troyes - Vesoul - Belfort

et de deux lignes reliant entre elles des villes de l'est du bassin parisien : 
- Reims / Troyes - Dijon
- Metz - Charleville-Mézières - Hirson

Depuis le 10 juin 2007, plusieurs lignes ont été supprimées :
- Paris Est - Nancy - Strasbourg
- Paris-Est - Nancy - Épinal - Remiremont, remplacé par le TGV Est
- Paris-Est - Reims - Charleville-Mézières, remplacé par le TGV Est
- Paris-Est - Châlons-en-Champagne - Saint-Dizier, remplacé par le TER Vallée de la Marne

## Matériel roulant
- B 82500

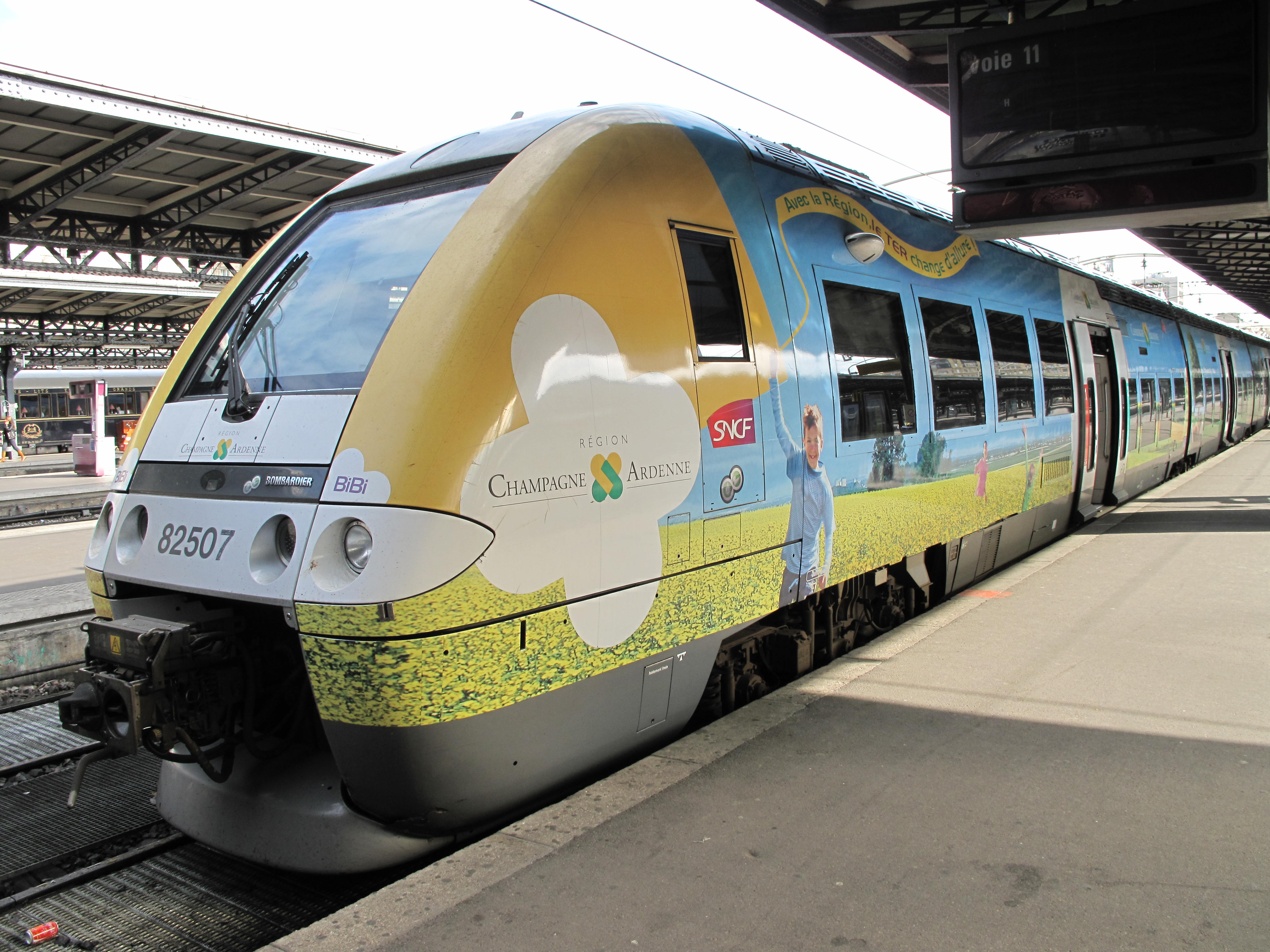
B 82500 à la gare de l'est.

- B 85000 depuis décembre 2016 en remplacement des CC 72100